# Leesen
Die Wüstung Leesen ist ein durch den Tagebau Zechau (Gertrud III) abgebaggertes Dorf, das zum Ortsteil Zechau der Gemeinde Kriebitzsch im Landkreis Altenburger Land in Thüringen gehört.

## Geografische Lage

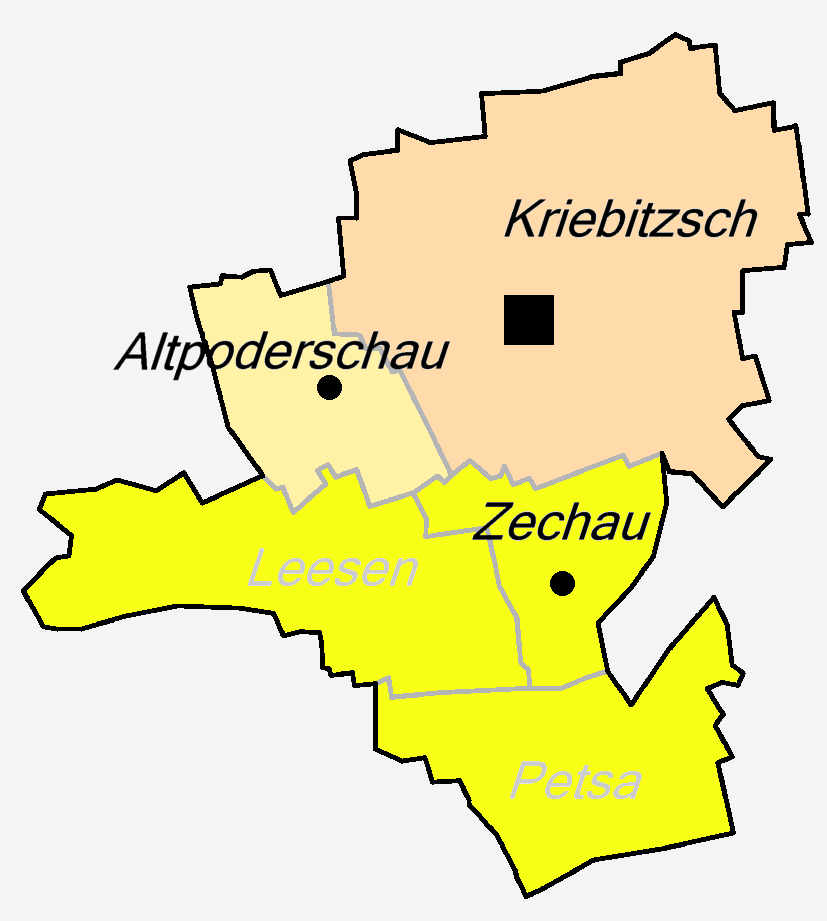
Lage von Leesen in der Gemeinde Kriebitzsch

Leesen lag westlich von Zechau. Weitere Nachbarorte waren Großröda im Süden, Kleinröda im Westen, Altpoderschau im Nordwesten und Kriebitzsch im Norden. Die Ortslage befindet sich heute im Bereich des Restlochs Zechau, das unter Naturschutz gestellt wurde.

## Geschichte

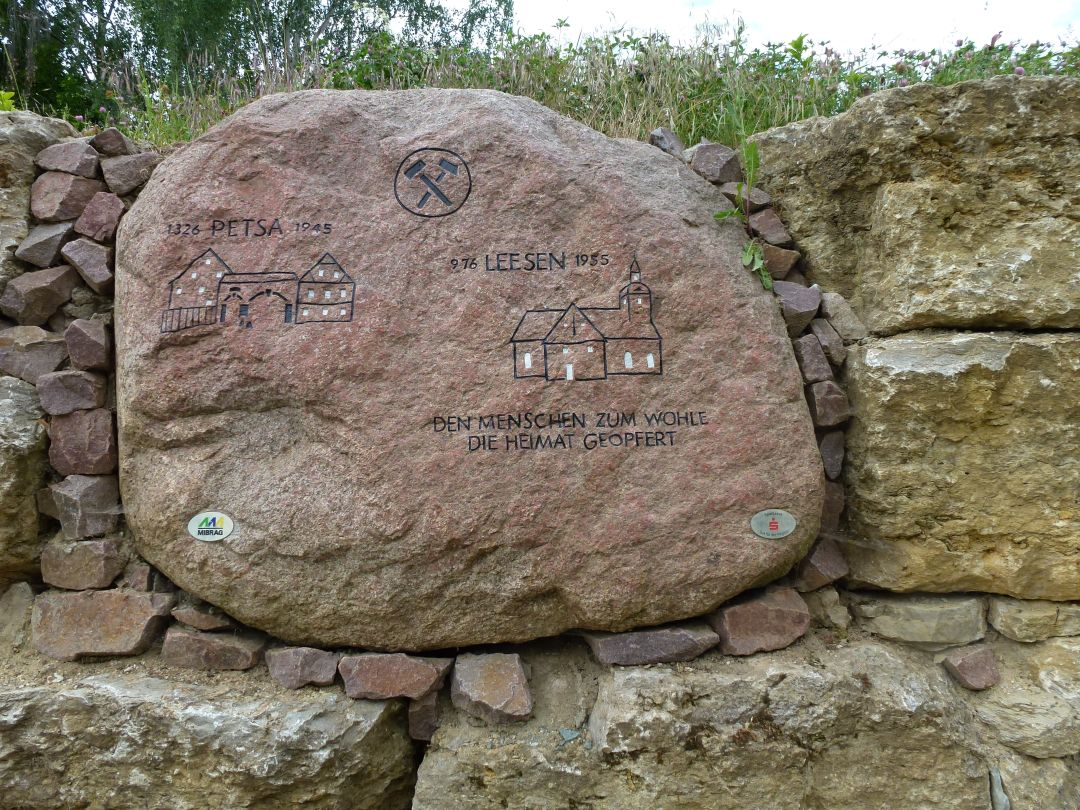
Gedenkstein für den abgebaggerten Ort

Das Dorf Leesen wurde erstmals am 1. April 976 urkundlich erwähnt. Der ursprünglich slawische Ortsname von Leesen ist "Lysina" und deutet auf eine waldreiche Umgebung hin. Der Ort gehörte zum wettinischen Amt Altenburg, welches ab dem 16. Jahrhundert aufgrund mehrerer Teilungen im Lauf seines Bestehens unter der Hoheit folgender Ernestinischer Herzogtümer stand: Herzogtum Sachsen (1554 bis 1572), Herzogtum Sachsen-Weimar (1572 bis 1603), Herzogtum Sachsen-Altenburg (1603 bis 1672), Herzogtum Sachsen-Gotha-Altenburg (1672 bis 1826). Bei der Neuordnung der Ernestinischen Herzogtümer im Jahr 1826 kam der Ort wiederum zum Herzogtum Sachsen-Altenburg.
Um 1850 hatte das landwirtschaftlich geprägte Leesen rund 150 Einwohner. Nach der Verwaltungsreform im Herzogtum Sachsen-Altenburg gehörte der Ort bezüglich der Verwaltung zum Ostkreis (bis 1900) bzw. zum Landratsamt Altenburg (ab 1900). Juristisch unterstand das Dorf seit 1879 dem Amtsgericht Altenburg und ab 1906 dem Amtsgericht Meuselwitz. Ab 1918 gehörte Leesen zum Freistaat Sachsen-Altenburg, der 1920 im Land Thüringen aufging. 1922 wurde der Ort dem Landkreis Altenburg angegliedert. Zechau, Leesen und Petsa fusionierten 1923 zur Gemeinde Zechau-Leesen.
Der Braunkohleabbau um das im Süden des Meuselwitz-Altenburger Braunkohlereviers liegende Leesen wurde um 1900 begonnen. Tiefbaugruben waren im Norden des Orts die "Grube Ida Nr. 108", im Süden die "Grube Gertrud Nr. 131" und im Westen die "Grube Eugen Nr. 132". Im Tagebau wurde die Kohle zunächst in den südlich liegenden Tagebauen "Eugen" (1911 bis 1915) und "Gertrud II (Petsa)" (1914 bis 1932) gefördert. Der 1931 aufgeschlossene Tagebau Gertrud III (Zechau) näherte sich allmählich dem landwirtschaftlich geprägten Dorf von Südosten. Nachdem 1943/44 der Drehpunkt in den Norden von Petsa verlegt worden war, erfolgte bis 1947 die Aussiedlung von Petsa größtenteils in einen eigens für die Einwohner errichteten Ortsteil in Kriebitzsch. Zwischen 1950 und 1952 traf dieses Schicksal auch die 1310 Einwohner des landwirtschaftlich geprägten Leesen und eines Teils von Zechau, die ebenfalls nach Kriebitzsch umgesiedelt wurden. Dies war seinerzeit die größte bergbaubedingte Siedlungsverlegung. Dabei wurden sämtliche Gräber des Friedhofs Zechau-Leesen nach Meuselwitz umgebettet. Nach 1952 wurde die Ortsflur überbaggert.
Nachdem der Tagebau im Jahr 1959 am Ortsrand von Zechau wegen Auskohlung zum Stillstand gekommen war, entstand im Bereich von Leesen das heute renaturierte Restloch Zechau. Es ist heute Naturschutzgebiet mit großer ökologischer Bedeutung innerhalb der Bergbaulandschaft südlich von Leipzig. Die ehemalige Ortsflur von Leesen befindet sich innerhalb des Naturschutzgebiets südlich des Restlochs Zechau III.

## Persönlichkeiten
- Walter Libuda (* 24. Juni 1950 in Zechau-Leesen; † 6. Juli 2021 in Berlin), deutscher Maler, Zeichner, Plastiker und Objektkünstler